# Мавзолей Жубана

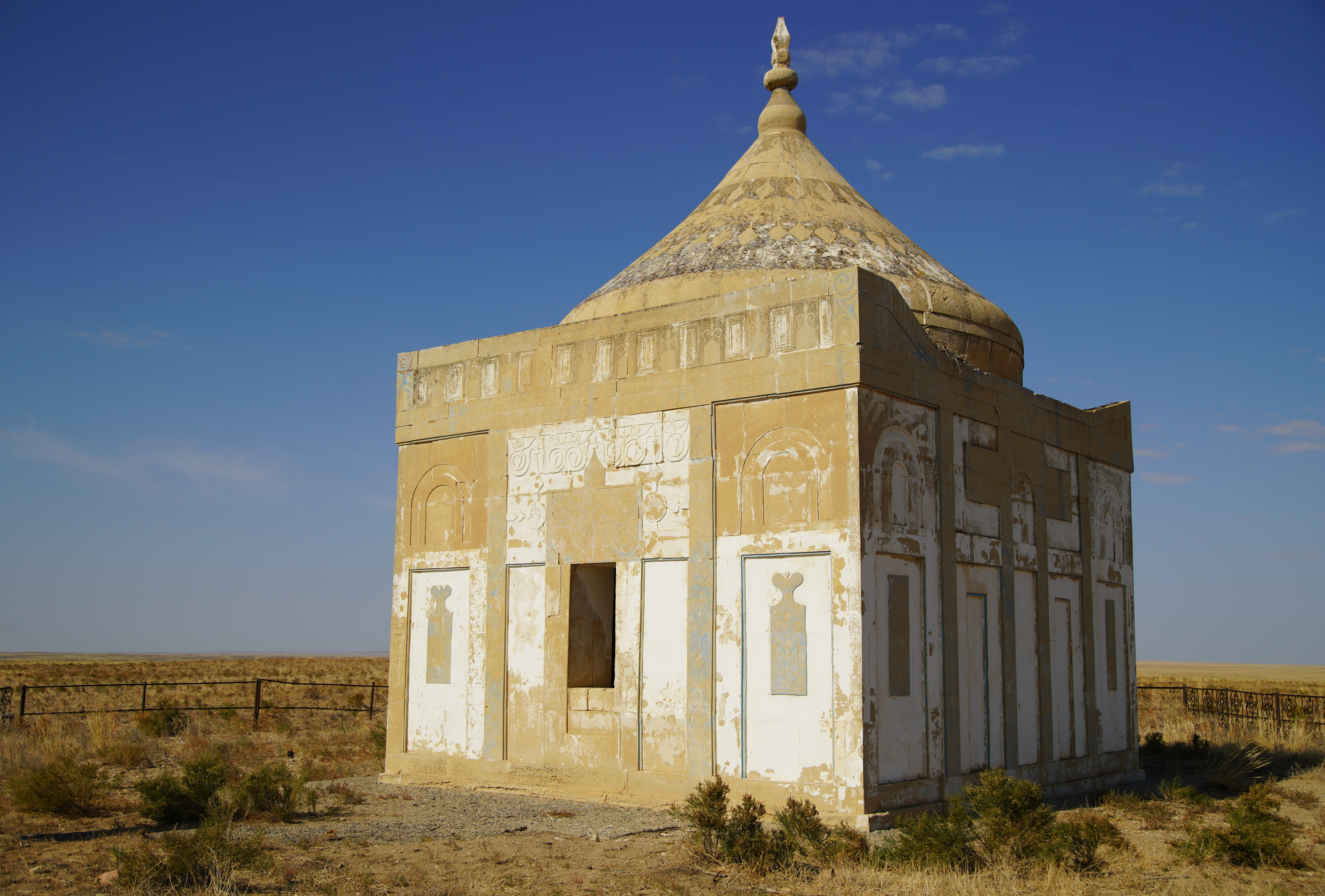
Мавзолей Жубана

Мавзолей (кумбез) Жубана (каз. Жұбан күмбезі) — памятник архитектуры Казахстана, расположенный в Жылыойском районе Атырауской области в 90 км к северу от города Кульсары. В 1982 году мавзолей Жубана был включен в список памятников истории и культуры Казахской ССР республиканского значения и взят под охрану государства.

## История
Согласно надписи на северной стене внутри мавзолея мулла Жубан умер в 1894 году. Строительство мавзолея началось в 1890-е годы, закончено в 1898 году. Мавзолей построили мастера — братья Унгалбай, Муналбай, Умербай, Итбай, Иманбай Каражусуповы, по другой версии — мастер по имени Нугман. Внутри мавзолея имеется надпись о расходах на строительство мавзолея: 20 тысяч рублей, 10 лошадей, 122 барана, 1 пуд чая и 15 пудов сахара.

## Архитектура
Мавзолей в плане четырёхугольный, поверх цилиндрического барабана возвышается изящный шлемовидный купол. Высота мавзолея совместно с куполом составляет 9,5 м, длина 6,6 м, ширина 5,8 м.Имеется одно окно. Внутри мавзолея установлен кулпытас (надгробный памятник в виде вертикальной стелы).
Здание было построено без использования гвоздей, досок. В строительстве использованы ракушечники местных пород. Все четыре стены внутри мавзолея расписаны растительными и зооморфными орнаментами, изображениями предметов быта и оружия.